# A walesi zászlók képtára
Ez a galéria Wales zászlóit mutatja be. Lásd még: A brit zászlók képtára.

## Nemzeti zászlók
| Zászló | Dátum    | Használat      | Leírás                                             |
| ------ | -------- | -------------- | -------------------------------------------------- |
|        | 1959-től | Wales zászlaja | Vörös sárkány (Y Ddraig Goch), fehér-zöld mezőben. |

### A Walesi herceg lobogója
| Zászló | Dátum  | Használat                         | Leírás                             |
| ------ | ------ | --------------------------------- | ---------------------------------- |
|        | 1962 – | A Walesi herceg lobogója Walesben | Wales hercegség címerének zászlaja |

## Egyéb
| Zászló | Dátum    | Használat                            | Leírás                                                          |
| ------ | -------- | ------------------------------------ | --------------------------------------------------------------- |
|        |          | Cardiff                              | Zászló a város címerével                                        |
|        | 1921-től | Szent Dávid zászlaja                 | Arany kereszt fekete mezőn                                      |
|        |          | Az protestáns Walesi egyház zászlaja | Kék kereszt fehér mezőn, a kereszt közepén egy kelta kereszttel |